# Leif Brundin
Sven Axel Torleif Brundin, känd som Leif Brundin, född 5 augusti 1921 i Hofors, Gävleborgs län, död 30 juli 2001 i Falsterbo församling i Skåne län, var en svensk jurist.
Leif Brundin avlade juris kandidatexamen i Uppsala 1948 och gjorde tingstjänstgöring 1948–1950. Han blev fiskal i Svea hovrätt 1951, var tingssekreterare 1954–1956, adjungerad ledamot i Svea hovrätt 1956 och 1958 samt blev assessor 1959 och hovrättsråd 1966. Brundin var sakkunnig på Justitiedepartementet 1956–1963 och blev tillförordnad lagbyråchef 1963, departementsråd 1965 och expeditionschef på Justitiedepartementet 1966 (tillförordnad 1965). Han var justitieråd i Högsta domstolen  1968–1988 och ordförande på avdelning i Högsta domstolen 1985–1988.
Leif Brundin var ordförande kriminalvårdsnämnden 1971–1979 och ledamot av lagrådet 1973–1975 och 1977–1980,
Från 1989 var han utgivare av Nytt Juridiskt Arkiv. Brundin är gravsatt på Falsterbo gamla kyrkogård.